# Стручковий перець звичайний

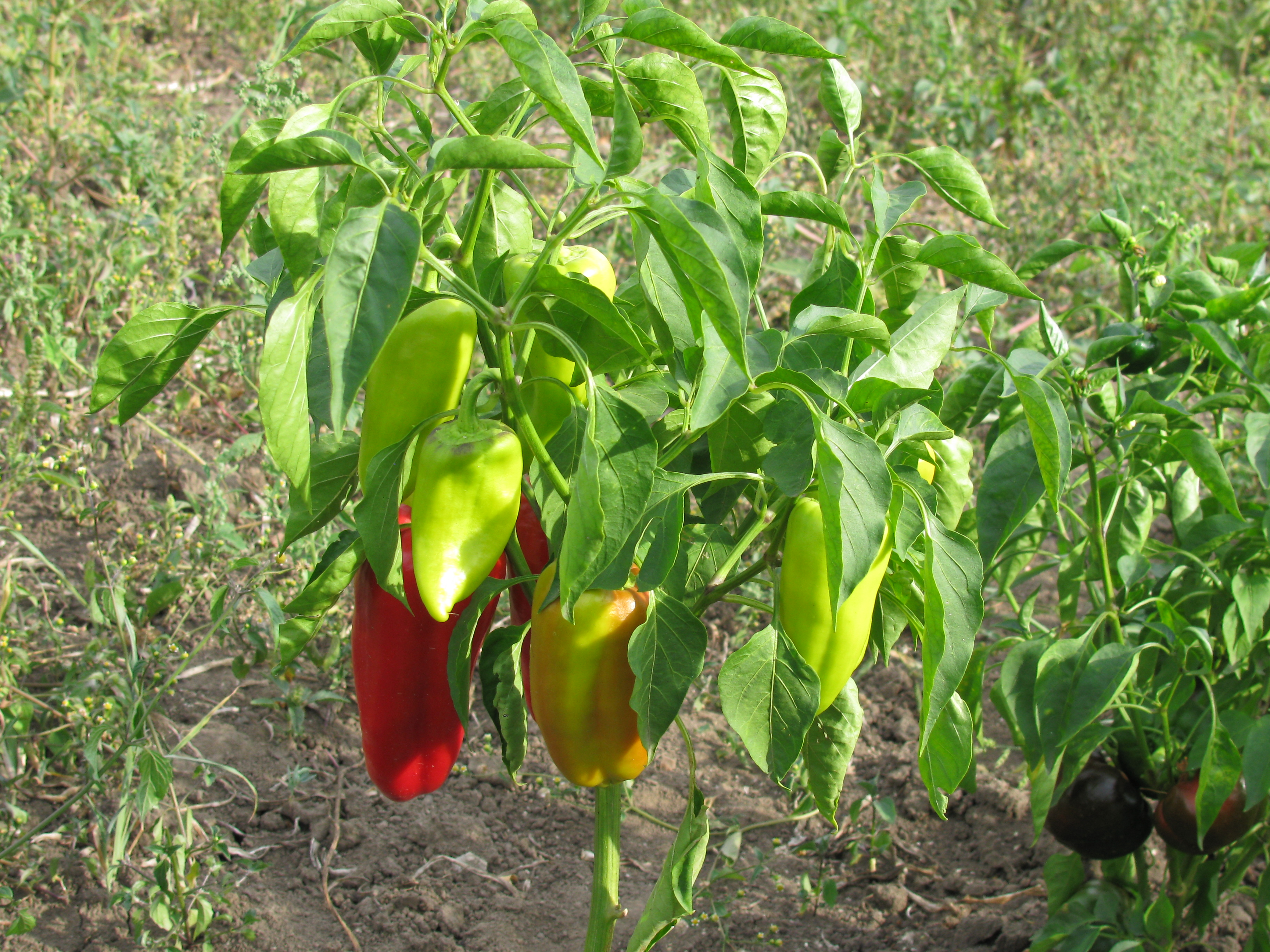
Перець солодкий на грядці

Стручко́вий пе́рець звича́йний (Capsicum annuum L.), також соло́дкий пе́рець, па́прика, болга́рський пе́рець — напівчагарникова рослина родини пасльонових, поширена овочева культура. У дикому стані зростає в тропічних районах Америки. Перець як городина став відомий після відкриття Америки, звідти його привезли до Іспанії, Італії і Болгарії. З полів останньої в XIX столітті перець потрапив до України.
Перець овочевий вирощують як однорічну рослину. Однак за своєю природою це рослина багаторічна, що легко спостерігати на кімнатних культурах.

## Класифікація
Розрізняють три групи перців (залежно від вмісту в їхній плаценті алкалоїду капсаїцину):
- солодкі — з великими плодами, що мають товсті м'ясисті стінки;
- напівгострі — з великими довгими плодами і хвилястою поверхнею;
- гострі або чилі — багатоплідні з тонкостінними плодами.

## Морфологічна характеристика

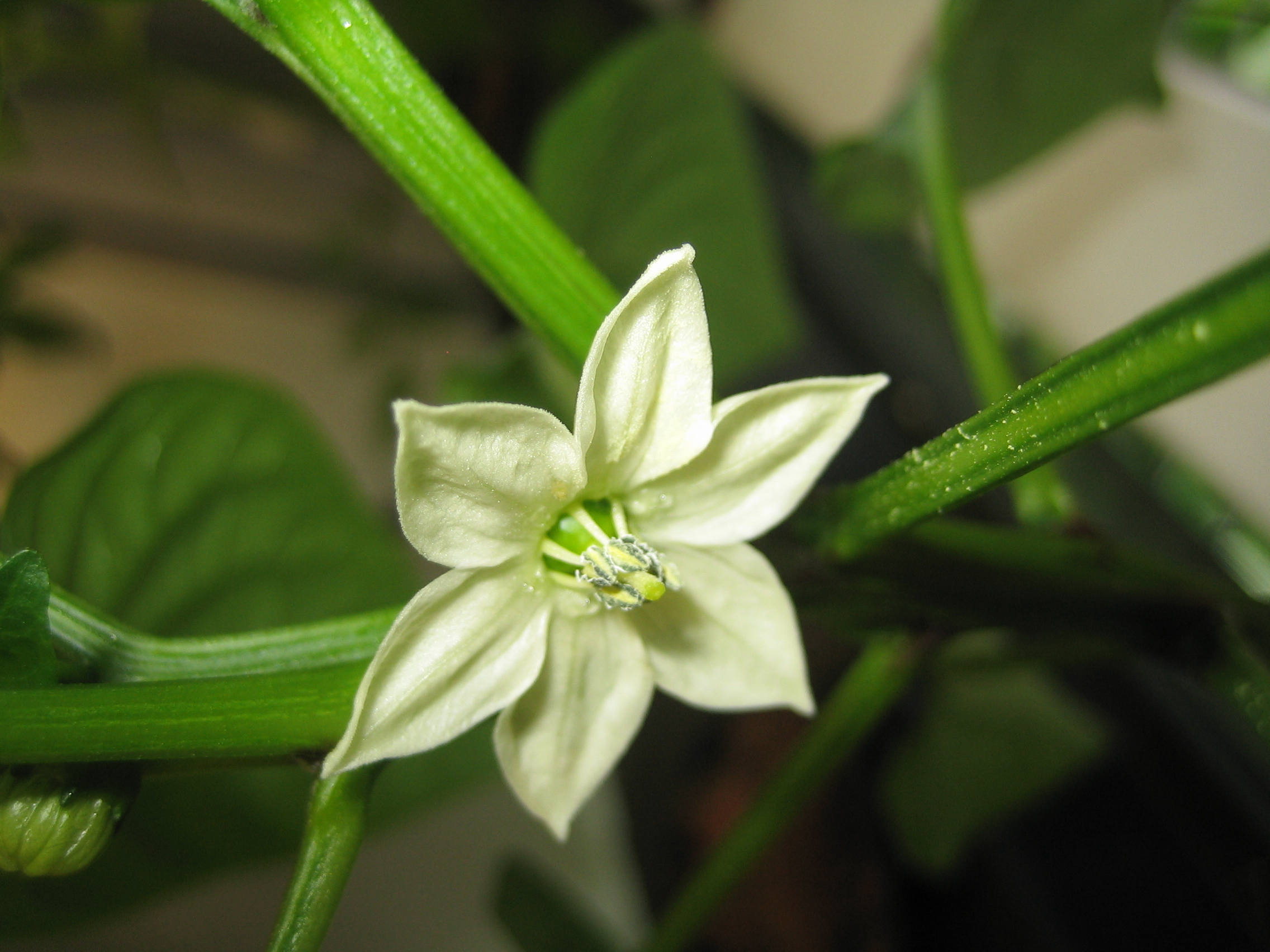
Квітка перцю.

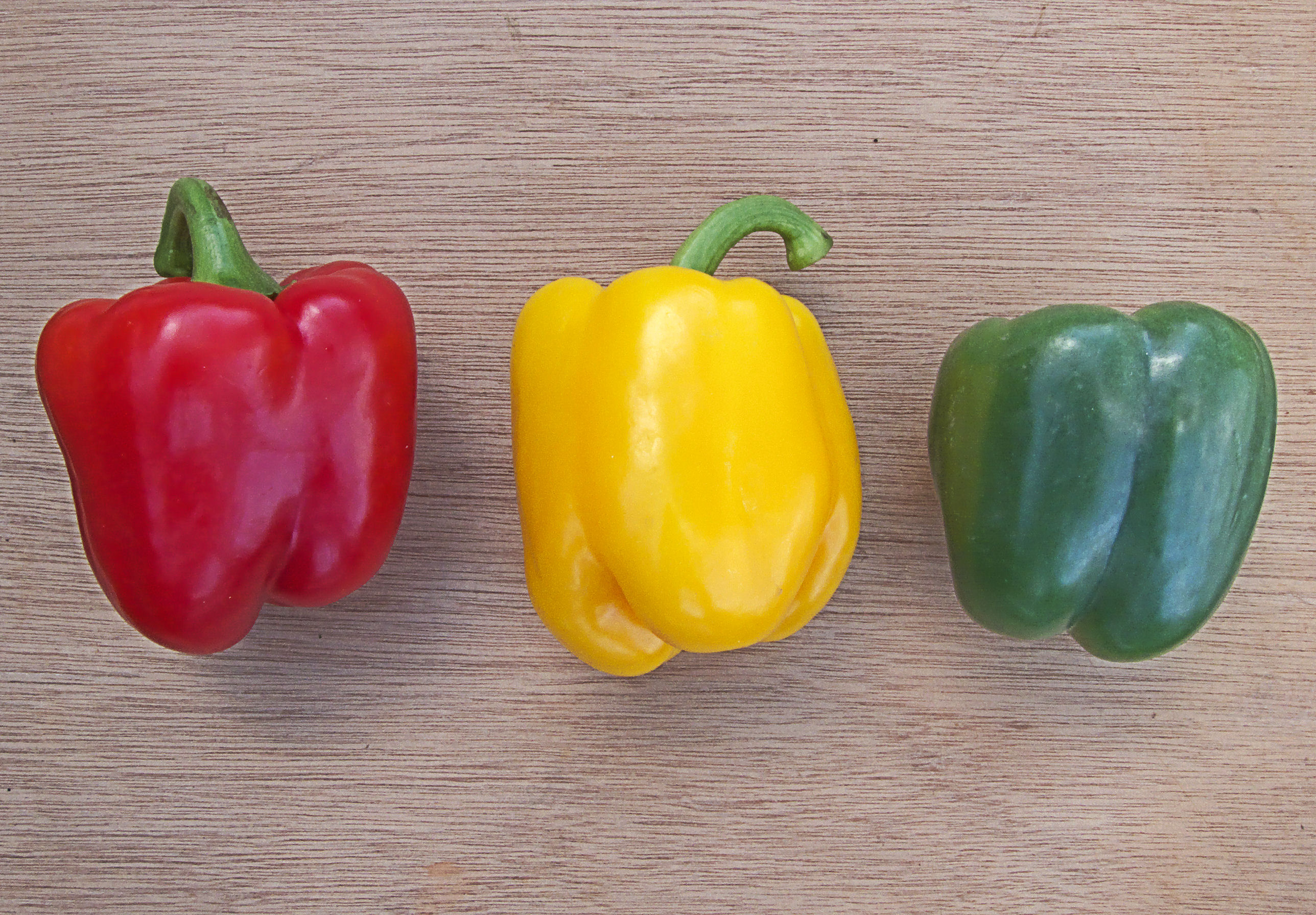
Плоди перцю.

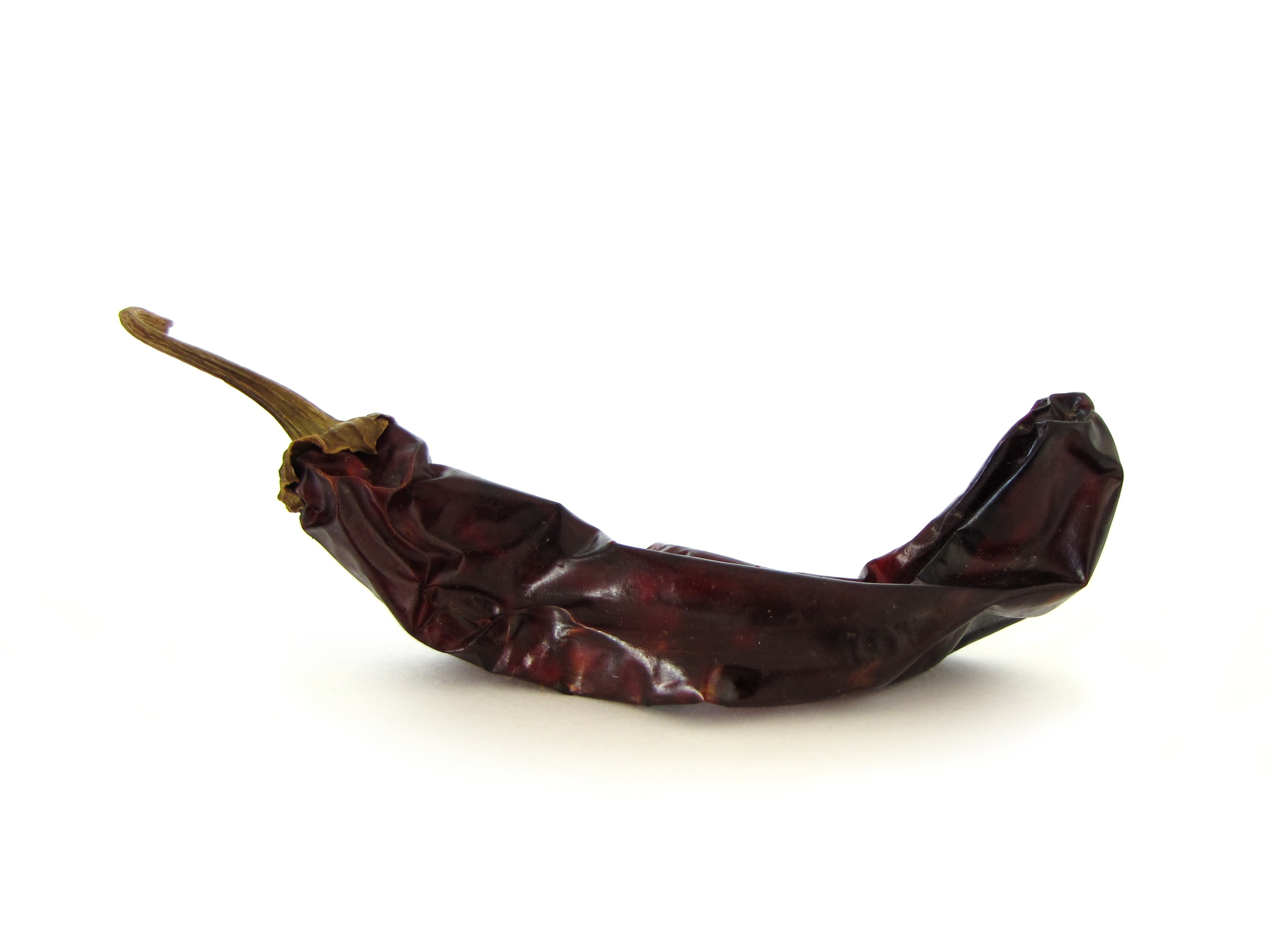
Сухий «стручок» овочевого перцю сорту chile guajillo.

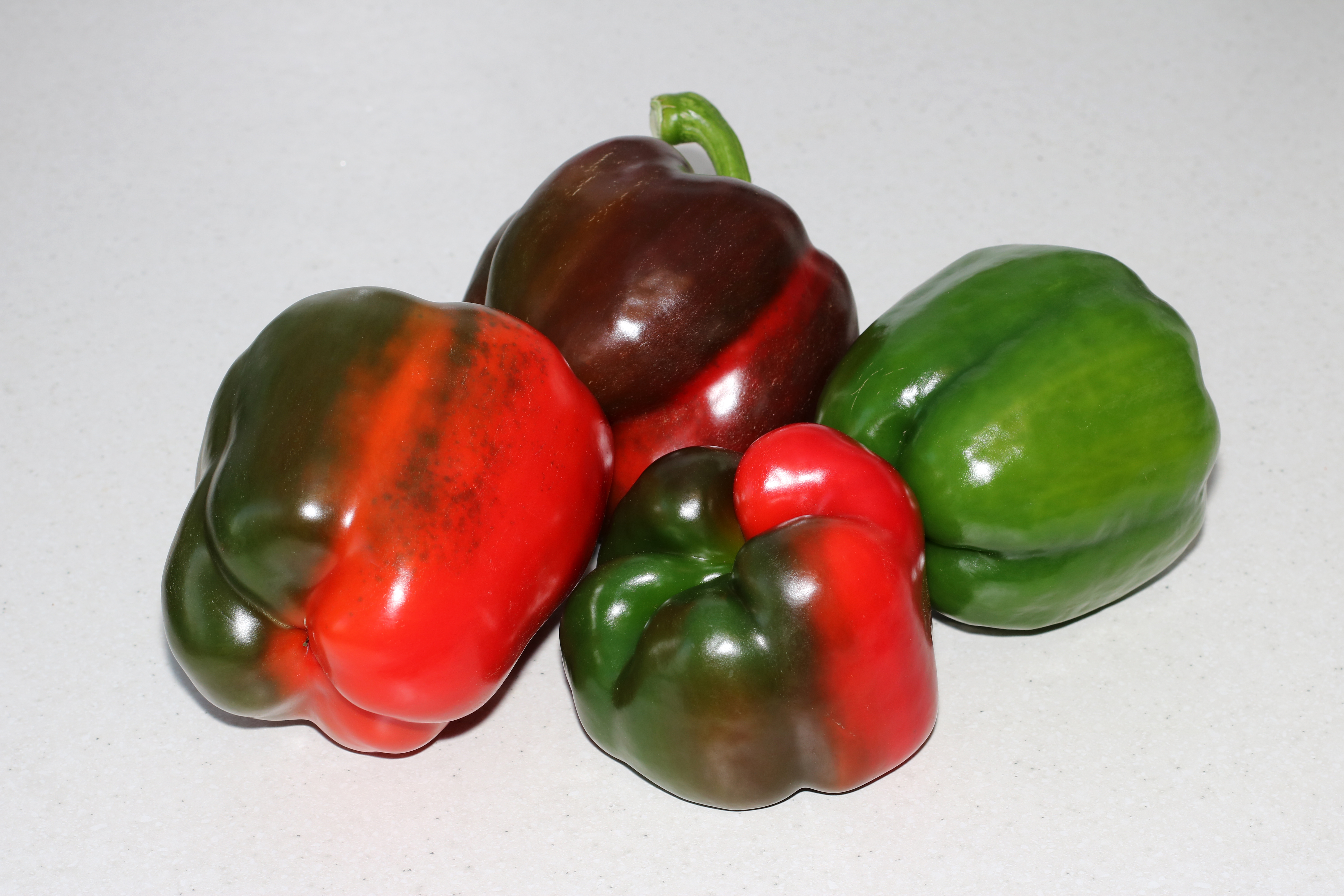
Плоди перцю.

Коренева система добре розвинена. Основна маса коренів розташована у верхньому шарі ґрунту. Найінтенсивніше корені ростуть до початку плодоутворення, відтак темпи росту поступово сповільнюються. Корені — найчуттєвіша до холоду частина рослини.
Стебло перцю трав'янисте, у молодому віці м'яке, у дорослих рослин грубе і здерев'яніле. Залежно від характеру розгалуження розрізняють:
- штамбові (одностеблові);
- напівштамбові (у нижній частині стебла утвориться 1—3 пагони),
- рунисті (головне стебло розгалужується від підстави).

Квітки в перцю утворюються в пазухах листя по одному, рідше по двох на кожному бічному пагоні. Цвітіння йде постійно до самих заморозків. Першими розкриваються квітки на пагонах першого і другого порядків, потім уже квітки на головному стеблі.
Плоди — багатонасінні несправжні ягоди, червоні, жовтогарячі, жовті, коричневі, зелені, різноманітні за формою, розміром і масою. У побуті відомі під науково неправильною назвою «стручки».

## Вирощування
За вищої від +30 °C і нижчої від +10 °C температури запліднення порушується, тож у теплицях її потрібно регулювати. У період плодоутворення поява нових квіток сповільнюється. Після зняття перших плодів квітнення знову посилюється. Тому в умовах помірного клімату плоди треба забирати, щойно вони досягнуть знімної спілості.
Перець надзвичайно вимогливий до світла — йому необхідне рясне сонячне проміння з моменту появи паростків і до кінця вегетації. Недостатнє освітлення в розсадний період несприятливо відбивається на якості розсади, надалі — на рості й розвитку вегетативних і репродуктивних органів, у підсумку — на врожаї. При вирощуванні перцю в притінках урожай різко знижується.
Перець — рослина довгого дня. Він найкраще росте при 14-годинному світловому дні. Тому на північних і затінених вікнах йому потрібне досвітлювання лампами денного світла.
Перець — рослина теплолюбна. Мінімальна температура проростання насіння +15…+18 °C, при +13 °C насіння не сходить і ріст припиняється. Оптимальна температура росту і розвитку перцю +20…+25 °C, для пророщення насіння +24…+30 °C.
Наприкінці літа перець переносить похолодання набагато краще, ніж томат і баклажан. У цей період його можна перенести горшковою культурою на вікна.
Вода в найбільшій кількості необхідна перцю в період плодоношення. При нестачі вологи в ґрунті частина бутонів та зав'язі опадає, врожай знижується. Перець дуже вимогливий до вологості повітря. Низька вологість у поєднанні з підвищеною температурою спричиняє опадання квіток і зав'язі. За цим також необхідно стежити в теплицях і парниках. Поливи повинні бути не частими, але обов'язково рясними.
Перець особливо вимогливий до структури і родючості ґрунту. Він добре росте і плодоносить на легких, багатих на гумус ґрунтах, що містять живильні речовини в легкодоступній формі. Він дуже добре реагує на позакореневі підгодівлі мікродобривами в період бутонізації і цвітіння, а також на комплексні й органічні підгодівлі в період масового плодоносіння. Перець любить та добре реагує на органічне підживлення. Можна вносити у ґрунт гумат калію.

## Харчові якості
Перець дуже багатий на вітаміни, надто на вітамін С (не поступається лимону і чорній смородині). Зрілі плоди містять 289—324 мг/100 г, у плодах технічної спілості його в три рази менше. Досить з'їсти невеликий шматочок сирого солодкого перцю, всього 30—40 г, щоб задовольнити добову норму людини у цьому вітаміні. Важливо те, що цей вітамін у перці не руйнується протягом 70—80 днів. Крім того, плоди перцю багаті на каротин і рутин, що володіє Р-вітамінною активністю. У медицині рутин застосовується як засіб, що зміцнює стінки кровоносних капілярів. Плоди також містять вітаміни В1, В2 і Е. Незважаючи на таку високу поживність плодів, уживати їх потрібно обережно, найпаче при хворобах шлунка, кишки, печінки і нирок, тому що в них багато ефірних олій і грубої клітковини.
Перець широко використовують в кулінарії, його споживають у сирому, вареному чи печеному вигляді. З нього готують різноманітні закуски, його начиняють фаршем, консервують.